# 꿈의 제인
《꿈의 제인》(Jane)은 2016년에 제작된 대한민국의 영화이며, 조현훈 감독의 데뷔작이다. 제21회 부산 국제 영화제에서 올해의 남녀배우상, CGV 아트하우스상을 받으며 3관왕에 올랐다.

## 캐스팅
- 이민지 : 반소현 역
- 구교환 : 조경환 / 제인 역
- 이주영 : 이지수 역
- 박강섭 : 대호 / 대포 역
- 이석형 : 병욱 역
- 박현영 : 주희 역
- 박경혜 : 나경 역
- 김영우 : 쫑구 역
- 김현민 : 석환 역
- 박혜준 : 대훈 역
- 조경아 : 은수 역
- 김가희 : 은조 역
- 김태희 : 형기 역
- 윤부진 : 세화 역
- 권영준 : 야구학생 역
- 박영 : 노인 역
- 손종기 : 비치볼장사꾼 역
- 김민송 : 낯선 소년들 역
- 김재범 : 낯선 소년들 역
- 김태윤 : 뉴월드 직원 역
- 권진리 : 뉴월드 직원 역
- 조다슬 : 쉼터 여학생들 역
- 김주혜 : 쉼터 여학생들 역
- 현슬기 : 쉼터 여학생들 역
- 김지수 : 쉼터 여학생들 역
- 이성민 : 밴드 역
- 이진호 : 밴드 역
- 허철주 : 밴드 역
- 이학주 : 정호 역 (특별출연)
- 차세빈 : 로라 역 (특별출연)

## 수상
- 2016년 제21회 부산국제영화제 CGV 아트하우스상, 올해의 배우상(구교환, 이민지)
- 2017년 제26회 부일영화상 신인남자연기상(구교환), 음악상(플래시 플러드 달링스)
- 2017년 제17회 디렉터스 컷 시상식 올해의 신인감독상(조현훈)
- 2017년 제18회 부산영화평론가협회상 신인남자연기자상(구교환)
- 2018년 제5회 들꽃영화상 여우주연상(이민지), 시나리오상(조현훈, 김소미), 촬영상(조영직), 음악상(플래시 플러드 달링스)